# Капский нетопырь
Ка́пский нетопы́рь, или ка́пский кожанок (лат. Neoromicia capensis) — вид небольших летучих мышей из семейства гладконосых летучих мышей (Vespertilionidae).

## Образ жизни
Вид держится во влажных низменных тропических лесах, сухих тропических лесах и засушливых и влажных саваннах. Днём животные укрываются под корой деревьев, в трещинах стен, под крышами домов и в других местах.

## Распространение и охрана
Обитает в большинстве стран Африки к югу от Сахары, где эти летучие мыши широко распространены и многочисленны. Предполагается, что вид обитает на многих охраняемых территориях.

## Таксономия
Капский кожанок — представитель обширного рода африканских кожанков (Neoromicia), который в прошлом включали в состав то настоящих кожанов, то настоящих нетопырей. Однако род родственен широко распространённым кожановидным нетопырям (Hypsugo) и таксономически далёк от нетопырей и, тем более, кожанов.
Neoromicia capensis, возможно, представляет собой комплекс из нескольких близких видов. Необходимы дальнейшие исследования, чтобы уточнить его таксономический статус.